# Sauli Rytky
Sauli Rytky (né le 6 juin 1918 et décédé le 28 janvier 2006) est un ancien fondeur finlandais.

## Palmarès

### Jeux olympiques
| Épreuve / Édition | St-Moritz 1948 |
| 18km              | 6e             |
| 4x10km            | Argent         |